# Balkanologie
Balkanologie est une revue scientifique d’études pluridisciplinaires. Fondée en 1997 par Patrick Michels et Yves Tomic, elle est éditée par l’Association française d’études sur les Balkans.
Il s’agit d’une revue d’études en sciences humaines et sociales sur les Balkans couvrant la période du Moyen Âge à nos jours. Son orientation est pluridisciplinaire et son objectif est de contribuer à une meilleure compréhension du monde balkanique contemporain.
Balkanologie est une revue disponible en libre accès sur le portail de OpenEdition Journals et propulsée par le CMS lodel.